# أنسيلمو (لاعب كرة قدم)
أنسيلمو تادو سيلفا دو ناسيمنتو (بالبرتغالية: Anselmo Tadeu Silva do Nascimento‏) المعروف باسم أنسيلمو (ولد في 24 أكتوبر 1980 في البرازيل) لاعب كرة قدم برازيلي يلعب كمهاجم في نادي فولتا ريدوندا في دوري الدرجة الثالثة البرازيلي.
بدأ مسيرته في بالميراس في عام 1998 ومثل منذ ذلك الحين مجموعة كبيرة من الأندية البرازيلية بين عامي 2003 و2008. احترف لفترة قصيرة خارج البرازيل في عام 2003 عندما لعب لنادي السيلية بقطر. في عام 2008 كان هالمستاد السويدي يبحث عن بديل عن اللاعب السويدي من أصول صربية دوشان ديوريتش الذي كان قد غادر إلى زيورخ السويسري ووجد ضالته في أنسيلمو وتعاقد معه مقابل 3 مليون كرونة سويدية وبذلك أصبح اللاعب الأغلى في النادي. مع انتهاء عقد أنسيلمو لم يتمكن هالمستاد من تقديم المبالغ التي أرادها أنسيلمو لتوقيع عقد جديد ولذلك غادر النادي ووقع مع نادي بوتافوجو البرازيلي.

## الإنجازات
- سيارا
  - بطولة دوري ولاية سيارا (2): 2013 - 2016
- تومبينزي
  - الدرجة الرابعة (1): 2014